# Trevor Bonot
Trevor Bonot est un curleur canadien né le 27 mai 1985.

## Biographie
Trevor Bonot remporte la médaille d'argent au Championnat du monde mixte de curling 2017 à Champéry avec Jackie McCormick, Kory Carr et Megan Carr.